# Melanoplus carnegiei
Melanoplus carnegiei är en insektsart som beskrevs av Morse 1904. Melanoplus carnegiei ingår i släktet Melanoplus och familjen gräshoppor. Inga underarter finns listade i Catalogue of Life.